# Punta del Collotet
La Punta del Collotet és una muntanya de 538 metres que es troba al municipi de la Bisbal de Montsant, a la comarca catalana del Priorat.